# Eugenia crucigera
Eugenia crucigera là một loài thực vật có hoa trong Họ Đào kim nương. Loài này được Däniker mô tả khoa học đầu tiên năm 1933.